# Andrée Dayez
Andrée Dayez es una deportista francesa que compitió en judo. Ganó una medalla de bronce en el Campeonato Europeo de Judo de 1976, en la categoría de –52 kg.

## Palmarés internacional
| Campeonato Europeo | Campeonato Europeo | Campeonato Europeo | Campeonato Europeo |
| Año                | Lugar              | Medalla            | Categoría          |
| ------------------ | ------------------ | ------------------ | ------------------ |
| 1976               | Viena (Austria)    | Medalla de bronce  | –52 kg             |